# Sindbad (Fernsehserie)
Sindbad (Originaltitel: Sinbad) ist eine britische Fernsehserie, die auf den Erzählungen von Sindbad der Seefahrer basiert. Die Serie wird seit dem 8. Juli 2012 auf Sky1 erstausgestrahlt. Seit dem 17. Oktober 2012 ist die Serie in Deutschland auf Super RTL zu sehen.
Ende Februar 2013 wurde die Serie von Sky1 nach einer Staffel abgesetzt. Als Grund wurde genannt, dass die Geschichte von Sinbad auserzählt sei.

## Handlung
Sindbad und sein Bruder schlagen sich als Kleingauner in Basra durchs Leben. Doch als Sindbad versehentlich den Neffen des Emirs tötet, werden beide gefangen genommen und Sindbads Bruder getötet. Sindbad kann fliehen, wird aber von seiner Großmutter mit einem Fluch belegt: Er kann sich an Land jeweils nur bis zum nächsten Sonnenaufgang aufhalten. Wenn er sich nicht rechtzeitig wieder auf dem Meer befindet, stirbt er. Sindbad flüchtet mit einer Schiffscrew aus der Stadt und hat fortan nur das Ziel, den Fluch zu brechen und seine Ehre wiederherzustellen.

## Produktion
Im August 2010 kündigte der Sky1-Programmdirektor Stuart Murphy an, mehrere neue TV-Serien, einschließlich einer 12-teiligen Sindbad-Fernsehserie, herstellen zu lassen. Als Produktionsfirma suchte man sich die Schöpfer von Primeval – Rückkehr der Urzeitmonster, Impossible Pictures, aus. Die Serie ist mit einem Budget von etwa 27 Millionen US-Dollar die teuerste eigenproduzierte Serie des Senders. Die Dreharbeiten starteten im Februar 2011 in Malta.

## Besetzung

### Hauptbesetzung
| Rollenname | Schauspieler/-in   | Folge | Synchronsprecher/-in |
| ---------- | ------------------ | ----- | -------------------- |
| Sindbad    | Elliot Knight      | 1–12  | Nico Mamone          |
| Rina       | Marama Corlett     | 1–12  | Jana Kilka           |
| Gunnar     | Elliot Cowan       | 1–12  | Roman Kretschmer     |
| Nala       | Estella Daniels    | 1–7   | Daniela Bette-Koch   |
| Cook       | Junix Inocian      | 1–12  | Renier Baaken        |
| Anwar      | Dimitri Leonidas   | 1–12  | Daniel Käser         |
| Tiger      | Tuppence Middleton | 9–12  | Corinna Riegner      |

### Nebenbesetzung
| Rollenname       | Schauspieler/-in | Folge      | Synchronsprecher/-in |
| ---------------- | ---------------- | ---------- | -------------------- |
| Lord Akbari      | Naveen Andrews   | 1–4, 6–7   | Frank Röth           |
| Taryn            | Orla Brady       | 1–7, 11–12 | Ilya Welter          |
| Emir             | Jigal Naor       | 1–2, 4, 6  | Thomas Balou Martin  |
| Tazeem           | Robert Gilbert   | 1–2, 4, 7  |                      |
| Grandmother      | Janet Suzman     | 1–2, 6–7   |                      |
| Zalelew          | George Harris    | 1, 4       | Oliver Stritzel      |
| Razia            | Sophie Okonedo   | 2          |                      |
| Anicetus         | Timothy Spall    | 4          | Uli Krohm            |
| Roisin           | Georgia King     | 6          |                      |
| Kuji             | Hannah Tointon   | 8          | Joyce Ilg            |
| Father La Stessa | Dougray Scott    | 11         | Peter Flechtner      |
| Alehna           | Evanna Lynch     | 12         | Annabel Wolf         |

## Episodenliste
| Nr. | Deutscher Titel           | Originaltitel              | Erstausstrahlung UK | Deutschsprachige Erstausstrahlung (—) | Regie         | Drehbuch                    |
| --- | ------------------------- | -------------------------- | ------------------- | ------------------------------------- | ------------- | --------------------------- |
| 1   | Der Fluch                 | Pilot                      | 8. Juli 2012        | 17. Okt. 2012                         | Andy Wilson   | Jack Lothian                |
| 2   | Königin der Wasserdiebe   | Queen of the Water-Thieves | 15. Juli 2012       | 24. Okt. 2012                         | Andy Wilson   | James Dormer                |
| 3   | Das Haus der Spiele       | House of Games             | 22. Juli 2012       | 31. Okt. 2012                         | Brian Grant   | Steve Thompson              |
| 4   | Das Geisterschiff         | Old Man of the Sea         | 29. Juli 2012       | 7. Nov. 2012                          | Andy Wilson   | James Dormer                |
| 5   | Jäger und Gejagte         | Hunted                     | 5. Aug. 2012        | 14. Nov. 2012                         | Brian Grant   | Jack Lothian                |
| 6   | Die Sirene                | The Siren                  | 12. Aug. 2012       | 21. Nov. 2012                         | Brian Grant   | Harriet Warner              |
| 7   | Heimkehr                  | Homecoming                 | 19. Aug. 2012       | 28. Nov. 2012                         | Andy Wilson   | Neil Biswas & Jack Lothian  |
| 8   | Anwars Lektion            | Kuji                       | 26. Aug. 2012       | 5. Dez. 2012                          | Colin Teague  | Jack Thorne                 |
| 9   | Der Stein der Weisen      | Eye of the Tiger           | 2. Sep. 2012        | 12. Dez. 2012                         | Colin Teague  | Jack Lothian & James Dormer |
| 10  | Harte Schale, harter Kern | For Whom the Egg Shatters  | 9. Sep. 2012        | 19. Dez. 2012                         | Colin Teague  | Richard Kurti & Bev Doyle   |
| 11  | Freund oder Feind?        | Fiend or Friend?           | 16. Sep. 2012       | 26. Dez. 2012                         | M. T. Adler   | Harriet Warner              |
| 12  | Im Reich der Toten        | Land of the Dead           | 23. Sep. 2012       | 26. Dez. 2012                         | Michael Offer | Jack Lothian                |